# Kanadisches Zentrum für epigraphische Dokumente
Das Kanadische Zentrum für epigraphische Dokumente (Canadian Centre for Epigraphic Documents, CCED) ist oder war ein Forschungszentrum der University of Toronto auf dem Gebiet der Epigraphik. Es widmet sich der Dokumentation von Inschriften ohne eine feste räumliche Eingrenzung.

## Geschichte
Das Zentrum wurde 2010 gegründet. Es war als Non-Profit-Organisation organisiert und hatte seinen Sitz zeitweise am Department of Near and Middle Eastern Civilizations („Abteilung für Kulturen des Nahen und Mittleren Ostens“) der University of Toronto, zeitweise am Department of Classics („Abteilung für Altertumswissenschaften“) derselben Universität.
Seit Erscheinen der zweiten Ausgabe des Journals des Zentrums im Jahr 2019 sind keine aktuellen Informationen über das Projekt mehr verfügbar; die angegebene Website führt nur noch auf eine allgemein gehaltene englischsprachige Einführung in die Epigraphik. Somit ist nicht bekannt, ob das Zentrum noch existiert.

## Tätigkeiten
Das erklärte Ziel des Zentrums ist es, epigraphisches Material zu archivieren, zu katalogisieren und zu digitalisieren. Dazu gehört auch, die Inschriften im Internet zur Verfügung zu stellen und damit der Forschung niedrigschwellig zugänglich zu machen. Dazu bot das CCED eine mehrsprachige Website an, die auf Englisch, Französisch, Arabisch und Mandarin verfügbar war. Im Journal des Zentrums („Canadian Centre for Epigraphic Documents Journal“), von dem bis 2019 zwei Ausgaben erschienen, wurden zudem englisch- und französischsprachige Beiträge zur Inschriftenforschung im weitesten Sinne veröffentlicht.
Den Schwerpunkt des Kanadischen Zentrums für epigraphische Dokumente bilden Inschriften in syrischer Sprache sowie in weiteren Sprachen des Nahen und Mittleren Osten. Daneben ist das CCED im Besitz von über 3000 Abklatschen, von denen manche die einzigen erhaltenen Wiedergaben von beschädigten oder vermissten Inschriften sind. Die Abklatsche stammen hauptsächlich von griechischen Inschriften vom 7. Jahrhundert v. Chr. bis zum 4. Jahrhundert n. Chr. Das Zentrum gehört somit auch zu den größten Kollektionen an epigraphischen Dokumenten Nordamerikas.